# 가문의 위기
《가문의 위기》는 가문의 영광 시리즈의 두 번째 작품이다. 2005년 9월 9일에 개봉했다.

## 줄거리
폭력 조직 결성으로 인해 국문을 당하게 된 장씨의 가족. 이에 담당 검사인 김진경을 며느리로 삼아서 국문을 무사히 넘어가려 한다.

## 등장인물
- 신현준 .... 장인재
- 김원희 .... 서울중앙지방검찰청 김진경 검사 / 김진숙
- 김수미 .... 홍덕자 여사
- 탁재훈 .... 장석재
- 임형준 .... 장경재
- 공형진 .... 서울중앙지검 봉명필 검사
- 정준하 .... 서종면
- 김해곤 .... 도끼파 두목 윤도식
- 정호빈 .... 윤도식의 부하 조광기
- 김태환 .... 도끼파 망치
- 김동신 .... 최 수사관
- 전재홍 .... 김 수사관
- 박용기 .... 재판장
- 백신 .... 전경사 무관
- 노진영 .... 인재 부하 1
- 최욱 .... 인재 부하 2
- 길금성 .... 인재 부하 3
- 노진영 .... 인재 부하 4
- 김학재 .... 백호파 이스리
- 최성웅 .... 천 회장
- 박찬빈 .... 조 회장
- 한춘일 .... 박 사장
- 김재희 .... 여비서
- 너훈아 .... 초청가수
- 한재혁 .... 하객
- 곽상원 .... 극장남
- 김인욱 .... 홍 회장 비서
- 장서윤 .... 진경 여직원
- 이미도 .... 여종업원
- 서제광 .... 남종업원
- 양수재 .... 차력 남
- 백나현 .... 차력 여
- 다은혜 .... 영화 속 비명 여
- 함승희 .... 영화 속 귀신
- 박래정 .... 도끼파 작두
- 심혜숙 .... 여자 손님
- 김단비 .... 인재 사무실 직원 1
- 최종훈 .... 인재 사무실 직원 2
- 최용정 .... 인재 사무실 직원 3
- 김지혜 .... 인재 사무실 직원 4
- 장지영 .... 나레이터 모델 1
- 박은혜 .... 나레이터 모델 2
- 송승진 .... 대서 직원 1
- 유화정 .... 대서 직원 2
- 신우철 .... 판사 1
- 윤금철 .... 판사 2
- 서한국 .... 서기 1
- 이화란 .... 서기 2
- 김필기 .... 서기 3
- 천희경 .... 진숙 부하
- 금소연 .... 연회장 여종업원
- 김미란 .... 라이브 여가수
- 차현도 .... 불륜 남
- 오유빈 .... 불륜 여
- 신이 .... 장석재 부인 순남
- 현영 .... 효정
- 정준호 .... 사랑나누리 장대서 대표
- 백일섭 .... 김진경 검사 부친
- 박희진 .... 비뇨기과 전문의 최유미
- 김효진 .... 카페 종업원
- 최은주 .... 다방 레지

## 제작진
- 투자총괄 : 정태성
- 투자기획 : 마상준
- 투자관리총괄 : 김우재
- 투자관리책임 : 함진
- 투자관리지원 : 오은영, 김아정
- 감독 : 정용기
- 각본 : 김영찬
- 각색/제작 : 정태원
- 제작투자 : 김우택
- 국내배급총괄 : 권미정
- 해외배급총괄 : 안정원
- 프로듀서 : 김종현
- 기획 : 조현길
- 촬영 : 문용식(K.S.C)
- 조명 : 임재국(한빛라이트)
- 편집 : 김선민
- 작/편곡 : 김우철(artio) , 전상헌(artio)
- 프로덕션디자이너 : 김효진
- 세트 : 윤기찬(무대마당)
- 의상 : 김정원
- 분장 : 박예리
- 동시녹음 : 윤해진(B.O.B)
- Sound Supervisor : 이승철
- 특수효과 : 김병기(퓨쳐비전)
- CG Supervisor : 장성호(MoFac studio)
- 무술감독 : 전문식(Khan), 전상준(Khan)
- 조감독 : 이종철
- 스틸 : 김종기(NATOYAN), 최유정(NATOYAN), 김은영
- 현상 : 이용기(세방현상소)
- 텔레시네 : H.F.R
- 색보정 : 신충섭
- 메이킹 : 김여만(Mfilm) , 신태준(Mfilm)
- 편집 : 정광진(Apex)
- 스토리보드 : 이스라
- 마케팅총괄 : 박은경
- 홍보총괄 : 김태성
- 홍보책임: 최근하
- 마케팅책임 : 정재욱, 김지연, 장민석
- 마케팅지원 : 박준경, 현나영, 이현정
- 마케팅팀 : 최성욱
- 마케팅실장 : 조미숙
- 마케팅팀 : 하상희, 김민경, 이선우
- 홍보/마케팅 : 이진(무비랩), 최유리(무비랩), 옥진주(무비랩), 남궁주(무비랩)
- 광고디자인 : 배광호(그림)
- 광고대행 : 강연화, 임범(금강기획), 경유선
- 온라인마케팅 : 유미영(나인앤미디어)
- 온라인광고 : 김지연(㈜디아이지커뮤니케이션), 류지원
- 모바일마케팅 : 홍지원, 권호순
- 스크립터 : 유지원
- 현장편집 : 곽정아, 신상민
- 제2조감독 : 황인준, 김종윤
- 연출부 : 최윤태, 민웅재
- 제작실장 : 김재중
- 제작부장 : 김경준, 예성민
- 제작부 : 명현우, 이준우
- 제작회계 : 김혜진
- 프로덕션 슈퍼바이저 : 김주경
- 로케이션 매니저 : 김성제
- 제작회계총괄 : 김명종
- 제작회계책임 : 최원용
- 제작회계팀 : 김준엽, 최규환, 조원태
- 촬영1st : 서명성
- 촬영팀 : 서종욱, 김민석, 우종기, 조영천, 김도형
- B카메라 촬영감독 : 최지열(K.S.C) , 박재홍
- B카메라 촬영팀 : 윤남주, 홍승완, 황보성, 지천고, 김지훈
- 지미짚 : 박천복
- 지미짚팀 : 이현규, 오은석, 정승조
- 스테디캠 : 김민수
- 스테디캠팀 : 박성욱
- 조명1st : 김훈
- 조명팀 : 이병성, 유재혁, 이상수, 김일수, 박성훈, 김주영, 김형용, 김영철, 배일혁, 김동선
- 미술팀장 : 최준영, 서유미
- 미술팀 : 박혜원, 송윤숙, 박영권
- 세트팀 : 고봉주, 강갑진, 나승용
- 의상팀 : 공경민, 이레지나
- 분장팀 : 임경란, 임수미, 김지영
- 특수효과팀 : 황윤세, 김민성
- 시각효과 수퍼바이저 : 박영수
- 프로젝트 매니저/합성팁장 : 신대용
- 합성팀 : 이승호, 정성욱, 김민선, 송현경
- FX팀장 : 이창희
- FX팀 : 박정준
- I/O 수퍼바이저 : 임정훈
- I/O 매니저 : 장원역
- I/O 오퍼레이터 : 김재호, 김범수
- 편집어시스트 : 홍임수
- 네가커팅 : 이연정 , 채은초 , 정현정
- sound mixing : 이성진(wave lab)
- sound design/ADR recording : 한명환
- sound effect/foley recording : 황진수
- sound effect : 송윤재
- sound effect/sound editing : 남지은
- foley artist : 심규종
- optical recording : 박기영
- dolby consultant : 김경태
- 예고편 : 한동성(MoFac studio), 황명화(MoFac studio), 곽경태, 정광진(Apex)
- 홈페이지 : 박용준(카인드인포), 이준석(카인드인포)
- 포스터사진 : 윤형문(랭)
- 그립팀 : 심학수(펜더오퍼레이터)
- 팬더그립 : 온대균
- 그립장비대여 : 이모션픽쳐스
- 발전차 : 홍기호(black & white), 홍기범
- 조명장비 : 한빛라이트
- 조명크레인 : 칠성크레인
- 보조출연(서울): 박상현(FIX)
- 엘림 : 김정은
- 보조출연(부산) : 박선울
- 수송 : 이종복
- 양수리세트장 : 한화성
- 렉카 : 우금호(현대레카)
- 필름 : 장영재(서울엠피필름)
- 상해보험 : 안용진
- 카메라렌탈 : 원정주
- 회계관리 : 정재희, 최선희, 조미순
- 인쇄 : 대경토탈
- 사투리자문 : 김인욱
- 국내배급책임 : 정성원, 권지원, 문영우
- 해외배급책임 : 이현, 이경진, 김소영
- 3D팀장 : 김철민
- 3D팀 : 문인식, 이형식
- 매트페인팅팀장 : 유지은
- 매트페인터 : 변준호, 오형조, 이준수
- 모션그래픽팀장 : 문정수
- 모션그래픽팀 : 최민우
- 미디 프로그래밍 : 이찬희, 전상헌(artio)
- 레코딩 엔지니어 : 조창희
- 베이스 : 최훈
- 기타 : 박광복
- 색소폰 : 임훈식
- 오케스트라 : 박지영 외 19명